# Rosengrendomen
Rosengrendomen kallas den dom i EG-domstolen den 5 juni 2007 som gjorde det möjligt för svenskar att importera vin från andra EU-länder trots det svenska alkoholmonopolet, så kallad privatimport. EG-domstolen fastslog att det svenska förbudet för privatpersoner att importera alkoholdrycker från annat EU-land utgjorde en handelsrestriktion.Domen har i media benämnts Rosengren-målet, och efter domslutet Rosengrendomen, eftersom det var privatpersonen Klas Rosengren som drev ärendet till EG-domstolen.

## Historia
2001 beställde den pensionerade läkaren Klas Rosengren och ett flertal andra personer kartonger med spanskt vin på postorder. Vinet importerades till Sverige av en privat transportör utan att det anmäldes till tullen. Vinet beslagtogs därefter av tullen i Göteborg på grund av att det importerats i strid med alkohollagen. 
I september 2006 frågade Högsta domstolen, som prövade målet i sista instans, EG-domstolen om bestämmelserna i den svenska lagstiftningen är förenliga med EU:s regler (mål: mål C-170/04). EG-domstolen beslutade den 5 juni 2007 att förbudet mot att importera alkohol till Sverige inte var förenligt med EU:s regler om fri rörlighet för varor.  I ett pressmeddelande som offentliggjordes samma dag som beslutet skrev EG-domstolen följande:
”Förbudet mot att privatpersoner importerar alkoholdrycker till Sverige utgör en obefogad kvantitativ restriktion av den fria rörligheten för varor. Åtgärden är inte ändamålsenlig för att uppnå syftet att allmänt begränsa alkoholkonsumtionen och står inte i proportion till syftet att skydda ungdomar mot alkoholkonsumtionens skadeverkningar.”
Beslutet öppnade möjligheten för privatpersoner att importera vin från andra EU-länder men möjliggjorde även för utlandsbaserade företag att hjälpa svenskarna att importera vin utan inblandning från Systembolaget.